# Laojunzhen (ort i Kina, Shaanxi, lat 33,12, long 107,04)
Laojunzhen är en ort i Kina. Den ligger i provinsen Shaanxi, i den nordvästra delen av landet, omkring 210 kilometer sydväst om provinshuvudstaden Xi'an. Antalet invånare är 26 089. Befolkningen består av 10 354 kvinnor och 15 735 män. Barn under 15 år utgör 11,0 %, vuxna 15-64 år 79 %, och äldre över 65 år 8,0 %.
Runt Laojunzhen är det ganska tätbefolkat, med 166 invånare per kvadratkilometer. Närmaste större samhälle är Hanzhongshi, 5,6 km söder om Laojunzhen. Runt Laojunzhen är det i huvudsak tätbebyggt.
Genomsnittlig årsnederbörd är 1 044 millimeter. Den regnigaste månaden är juli, med i genomsnitt 226 mm nederbörd, och den torraste är december, med 2 mm nederbörd.